# Albias
Albias é uma comuna francesa na região administrativa de Occitânia, no departamento de Tarn-et-Garonne. Estende-se por uma área de 21,6 km². Em 2010 a comuna tinha 3 317 habitantes (densidade: 153,6 hab./km²).